# スケジュール13G
スケジュール13Gは、米国証券取引委員会（SEC）提出書類のスケジュール13D の代替となるもので、スケジュール13Dに代えて、第13条証券を5％超所有し、スケジュール13Dの提出義務免除の1つに該当する者が提出することができる。
スケジュール13Gは、スケジュール13Dの短縮版であり、報告要件が少ない。 
アクティビスト・プラクティスは、スケジュール13Gの提出を不適格とし、代わりにスケジュール13Dの提出を要求する。

## スケジュール13D 免除
以下の適用除外により、提出者はスケジュール13Dの代わりにスケジュール13Gを提出することができる：
- 規則13d-1(b) -通常の業務過程で有価証券を取得する機関投資家であり、意図的または発行者の影響力を利用したものではない者。

- 規則13d-1(c) - 発行体に対する支配に影響を与える意図や効果を持って証券を取得しておらず、「機関投資家」ではなく、直接または間接的に証券の20％以上の受益所有者でない受動的投資家。

- 規則13d-1(d) - 1934年証券取引法第13条(d)(6)(A)もしくは(B)に基づく免除投資家、または受益所有権が1970年12月22日以前に取得された者、またはその他の理由でスケジュール13Dに記載する必要がない者。

## 初回提出期限
- 機関投資家は、5％以上の成績を収めた年の年末から45日以内、または初回申告が完了していない場合は10％以上の月を初めて終えてから10日以内に申告しなければならない[1]。

- 受動的投資家は、証券の5％以上を取得してから10日以内に提出する必要がある[2]。

- 非課税投資家は、提出義務が生じた年の年末から45日以内に提出しなければならない[3]。

## 改正要件
- 機関投資家は、年度末から45日以内、または10%を超える月が初めて終了してから10日以内、さらに保有者の保有比率が5%以上増減した月が終了してから10日以内に、変更を報告するための修正申告を行わなければならない[4]。

- 受動的投資家は、年末から45日以内、または受益所有率が10%を超えた場合は「速やかに」（定義はないが、一般的には10日以内とされている）、その後受益所有率が5%以上増減した場合は速やかに、変更報告書を提出しなければならない[5]。

- 非課税投資家は、年度末から45日以内に変更報告書を提出しなければならない[6]。